# کنبک (داکوتای جنوبی)
کنبک(به انگلیسی: Kennebec) شهری در ایالت داکوتای جنوبی کشور ایالات متحده آمریکا است که جمعیت آن در سرشماری سال ۲۰۱۰ میلادی، ۲۴۰ نفر بوده‌است.